# John Valladares Moya
John Nicolás Valladares Moya (Chile, 3 de septiembre de 2003) es un futbolista chileno. Juega de delantero y milita en Santiago Wanderers de la Primera B de Chile.
Es hijo del exjugador y hoy entrenador John Valladares.

## Estadísticas
| Club                       | Div.       | Temporada  | Liga  | Liga  | Copas nacionales | Copas nacionales | Torneos internacionales | Torneos internacionales | Total | Total |
| Club                       | Div.       | Temporada  | Part. | Goles | Part.            | Goles            | Part.                   | Goles                   | Part. | Goles |
| -------------------------- | ---------- | ---------- | ----- | ----- | ---------------- | ---------------- | ----------------------- | ----------------------- | ----- | ----- |
| Santiago Wanderers · Chile | 2.ª        | 2022       | 18    | 0     | 2                | 0                | —                       | —                       | 20    | 0     |
| Santiago Wanderers · Chile | Total club | Total club | 18    | 0     | 2                | 0                | 0                       | 0                       | 20    | 0     |
| Deportes Copiapó · Chile   | 1.ª        | 2023       | 11    | 2     | 1                | 0                | —                       | —                       | 12    | 2     |
| Deportes Copiapó · Chile   | Total club | Total club | 11    | 2     | 1                | 0                | 0                       | 0                       | 12    | 2     |
| Total club                 | Total club | Total club | 29    | 2     | 3                | 0                | 0                       | 0                       | 32    | 2     |
| 1. 2.                      |            |            |       |       |                  |                  |                         |                         |       |       |